# Kerstin Wickman
Kerstin Wickman, född 17 oktober 1941 är en svensk journalist, författare och professor i design- och konsthantverkshistoria. 
Som redaktör för tidskriften Form 1973-1999, professor vid Konstfack och författare har hon varit engagerad i föreläsningar, debatter, undervisning och forskning inom design och konsthantverk, både i Sverige och internationellt. Hon har bidragit till mer än fyrtio böcker och är själv författare till ett antal böcker, bland annat om Signe Persson-Melin, 10-gruppen, A&E Design, Petra Westermark och Peter de Wit.
Hon var under många år svensk representant i World Crafts Council och tog initiativ till rådets vandringsutställning The Bowl. 1990-1992 var hon ansvarig för utställningen Suecia Forma y Diseño i Latinamerika. Under 1999-2000 var hon sekreterare i den statliga Form- och designutredningen som hade uppdraget att klarlägga det statliga åtagandet på formgivnings- och designområdet. Hon satt 2005-2007 i Statens Kunstfonds udvalg for design og kunsthåndværk i Danmark. Wickman ingår i Svensk Forms stipendienämnd.
Hon tilldelades Torsten och Wanja Söderbergs pris 1999 tillsammans med fyra nordiska designskribenter. Priset, som är världens största designpris, förvaltas av Röhsska museet.

## Bibliografi (urval)

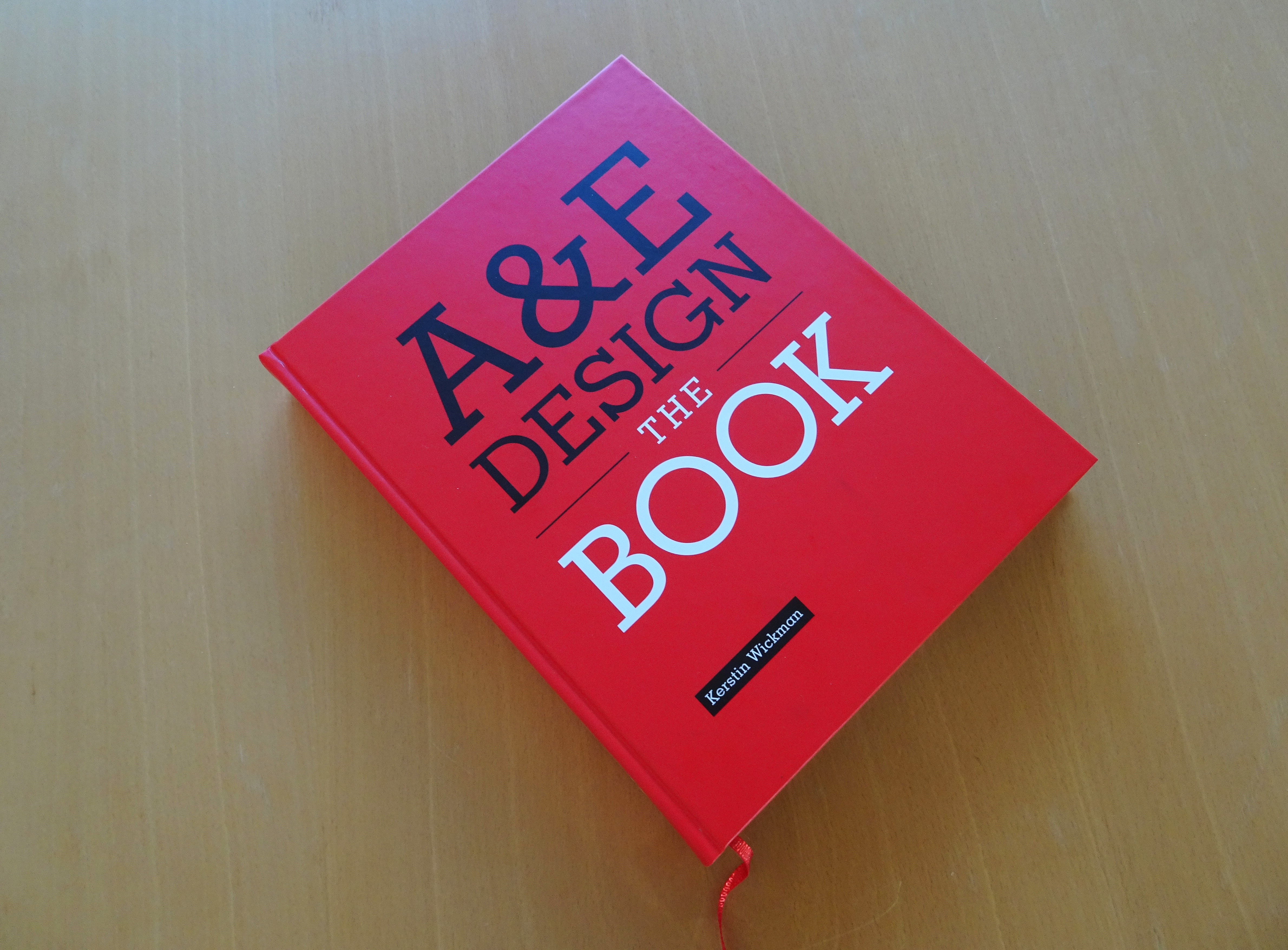
A&E Design The Book, 2018.